# Madeleine Dupont (friidrottare)
Madeleine Dupont, född (uppgift saknas), död (uppgift saknas), var en fransk friidrottare med löpgrenar som huvudgren. Dupont var en pionjär inom damidrotten, hon blev medaljör vid den andra Damolympiaden 1922 i Monaco.

## Biografi
Madeleine Dupont i mellersta Frankrike. I ungdomstiden blev hon intresserad av friidrott och gick med i idrottsföreningen "Olympique" i Paris, Hon tävlade för klubben under hela sin aktiva idrottskarriär och specialiserade sig på kortdistanslöpning och medeldistanslöpning200 - 1000 meter.
1922 deltog hon vid de andra Monte Carlospelen 15–23 april där hon tog bronsmedalj i löpning 800 meter (efter landsmaninnan Suzanne Porte och Marcelle Neveu).
Senare samma år deltog Dupont i sin första landskamp 25 maj i Colombes med Belgien, under tävlingen tog hon guldmedalj i löpning 1000 meter med tiden 3,29,0 minuter.
Senare drog Dupont sig tillbaka från tävlingslivet.